# Ассоциация по изучению четвертичного периода Европы
Ассоциация по изучению четвертичного периода Европы (фр. Association pour l'étude du Quaternaire Européen — Ассоциации для изучения четвертичных отложений Европы, АИЧОЕ) — международная научная ассоциация европейских учёных по изучению четвертичного периода, существовавшая в 1928—1936 годах.

## История
17-30 июня 1928 года в Копенгагене (Дания) состоялся международная ассамблея европейских геологов (фр. L'Assemblée générale de la Réunion géologique internationale de Copengagene), посвящённая 40-летию образования Датского геологического института или Датской геологической службы. На конгрессе присутствовало 102 делегата из 17 стран (от СССР были Д. И. Мушкетов, А. Е. Ферсман и А. А. Борисяк).
25 июня директор Датского геологического института (Victor Madsen) представил инициативу польской делегации (во главе с М. Лимановским) о создании новой международной ассоциации учёных-четвертичников стран Северной Европы. Её хотели сделать по примеру Карпатской ассоциации (основана в 1922), так как отсутствовала научная кооперация геологов-четвертичников соседних европейских стран и большинство публикаций было на скандинавских языках.
Во время дискуссии против выступил шведский учёный Г. Я. Геер, который хотел ограничиться созданием научного журнала. Идею поддержали делегации из СССР, Германии, Австрии и других стран. Был избран организационный комитет куда вошли 14 учёных, в том числе Д. И. Мушкетов.

### Учредительная встреча
26 июня состоялась учредительная пленарная сессия на которой единогласно был принята декларация о создании организации — Ассоциация по изучению четвертичного периода Европы (АИЧПЕ) (фр. Association pour l'étude du Quaternaire européen), c 5 подсекциями, отражающими её задачи:
1. Информационный сервис
2. Помощь в геологических исследованиях в странах участниках
3. Стандартизация терминологии
4. Организация периодических конгрессов
5. Разработка карт четвертичных отложений.

Было избрано бюро Ассоциации из 15 делегатов во главе с руководителем Геологического комитета России Д. И. Мушкетовым (первый президент бюро Ассоциации по изучению четвертичного периода Европы).
14 стран учредителей: Австрия, Бельгия, Чехословакия, Дания, Финляндия, Франция, Германия, Великобритания, Нидерланды, Норвегия, Польша, СССР, Испания и Швеция.

### II конференция в Ленинграде
В каждой из стран участниц было создано Информационное бюро национальной ассоциации, выпускавшее свои журналы. В СССР это были выпуски Бюллетеня Информационного бюро Ассоциации для изучения четвертичных отложений Европы при ГГРУ ВСНХ СССР (с 1931 года).
1-7 сентябре 1932 года состоялась II международная конференция АИЧПЕ в Ленинграде, после неё состоялась геологическая экскурсия
В Ленинградской конференции приняли участие 263 человека, из которых только 20 человек из стран: Австрия, Чехословакия, Финляндия, Нидерланды, Норвегия, Германия (самая большая делегация), Польша, Швеция, Дания, Англия, Эстония, Латвия.
Кроме пленарных выступлений, 60 докладов были разделены по темам:
- Стратиграфия — 20 докладов, руководитель секции Жирмунский, Александр Матвеевич
- Геоморфология — 14 докладов, руководитель секции Эдельштейн, Яков Самойлович
- Антропология — 16 докладов, руководитель секции Бонч-Осмоловский, Глеб Анатольевич.

К конференции была выпущена «Карта четвертичных отложений европейской части СССР и прилегающих территорий» в масштабе 1: 2 500 000, под редакцией С. А. Яковлева.
Сразу после конференции состоялось торжественное заседание посвящённое 50-летнему юбилею создания геологического комитета, хотя сам Геолком к 1930 году уже был реорганизован.
C 1934 года Борис Земляков был учёным секретарём Советской секции Ассоциации по изучению четвертичного периода.
В 1940 году национальное объединение ещё называлось — «Советская секция Ассоциации по изучению четвертичных отложений Европы».

### Переформатирование во всемирную организацию
Ассоциация по изучению четвертичного периода Европы была переименована в:
- 1936 — Международная ассоциация по изучению четвертичного периода (нем. Internationale Quartärvereinigung или англ. International Association for Quaternary Research) в 1936 году на конгрессе в Вене, где уже участвовало 187 делегатов из 23 стран, не только Европы.
- 1936 — Труды Советской секции Международной ассоциации по изучению четвертичного периода (INQUA) / ред. А. А. Блохин. Вып. 2. Ленинград; Москва: ОНТИ-НКТП-СССР, Главная редакция геолого-разведочной и геодезической литературы, 1936. 61 с.

- 1953 — Международный союз по изучению четвертичного периода (INQUA), на конгрессе в Риме организация была преобразована в современный союз.

Современная INQUA входит в Международный совет по науке.

## Конференции
Конференции проходили в разных городах мира, как правило раз в 4 года:
1. 1928  — Копенгаген[13]
2. 1932  — Ленинград[14]
3. 1936  — Вена

Дальнейшие конференции назывались конгрессами INQUA.

## Публикации
- Compte rendu de la Réunion géologique internationale à Copenhague, 1928 rédigé par V. Nordmann, publié par Victor Madsen. Copenhague: C. A. Reitzel, 1930. 269, [1] p. incl. front :, ill., ports., maps, plans. VI pl. (part fold., incl. maps, diagrs.)
- Бюллетень Информационного бюро Ассоциации для изучения четвертичных отложений Европы. 1931.
- Ассоциация для изучения четвертичных отложений Европы (А. И. Ч. О. Е.): Путеводитель экскурсий Второй четвертично-геологической конференции. Л., М.: Геолразведиздат, 1932.
- Труды 2 Международной конференции Ассоциации по изучению четвертичного периода Европы (АИЧПЕ). 1933.
- Труды Советской секции Международной ассоциации по изучению четвертичного периода Европы. (1935)
- К докладам Советской делегации на 3 конференции Международной Ассоциации по изучению четвертичного периода. Т. 1. Л.; М.: ОНТИ Главная редакция геолого-разведочной и геодезической литературы, 1936.